# Świdrowiec rodezyjski
Świdrowiec rodezyjski (Trypanosoma rhodesiense lub Trypanosoma brucei rhodesiense) – kinetoplastyd należący do królestwa protista. Osiąga wielkość 15 - 35 μm. Występuje w środkowej i wschodniej Afryce.

## Znaczenie medyczne
Świdrowiec rodezyjski jest pasożytem wywołującym u ludzi śpiączkę afrykańską i przenoszonym przez muchy z rodzaju tse-tse takie jak: Glossina morsitans, Glossina pallidipes, Glossina swynnertoni.
Tereny na których przede wszystkim występuje świdrowiec rodezyjski to sawanny, a głównym rezerwuarem tego pasożyta są: zwierzęta dzikie (antylopy, guźce, lwy, szczury i inne) i hodowlane (bydło, kozy, świnie, owce i inne). 
Choroba wywoływana przez świdrowca rodezyjskiego jest zoonozą i występuje w cyklu enzootycznym, przez co rzadziej przenosi się na człowieka niż śpiączka afrykańska wywoływana przez świdrowca gambijskiego. Pasożytuje we krwi, chłonce i płynie mózgowo-rdzeniowym człowieka w postaci trypomastigota.